# 土屋定之
土屋 定之（つちや さだゆき、1953年4月27日 - ）は、日本の科技・文科官僚。第22代ペルー共和国駐箚特命全権大使、第9代文部科学事務次官。元広島県公立大学法人理事長。広島大学学長参与。北里大学参与。国立サンマルコス大学名誉博士。

## 経歴
広島県出身。1972年（昭和47年）、修道高等学校を卒業。北海道大学工学部土木工学科卒業。1979年（昭和54年）、北海道大学大学院環境科学研究科修士課程を修了し、同年に旧科学技術庁（現：文部科学省）に技官として入庁。
その後宇宙開発事業団ロサンゼルス駐在員事務所長、科学技術庁科学技術振興局科学技術情報課長、文部科学省科学技術・学術政策局基盤政策課長、理化学研究所横浜研究所研究推進部長、文部科学省大臣官房総務課長、文化庁文化財部長、文部科学省大臣官房長、科学技術・学術政策局長、文部科学審議官を歴任。
2015年（平成27年）7月28日、文部科学事務次官に就任し、2016年（平成28年）6月21日に退任した。
2017年3月30日、文部科学省天下り問題に関して訓告相当とされた。同年9月、国立研究開発法人科学技術振興機構 (JST) 上席フェローに就任。2018年1月29日特命全権大使ペルー共和国駐箚。2020年国立サンマルコス大学名誉博士。同年に帰朝。2021年ペルー太陽勲章大十字章受章。同年広島県公立大学法人理事長。2022年4月30日、同職辞職。広島大学学長参与、北里大学参与、立石科学技術振興財団評議員。2023年10月、STSフォーラム（科学技術と人類の未来に関する国際フォーラム）専務理事。
2024年、瑞宝重光章受章。

## 略歴
- 1979年4月 科学技術庁原子力安全局原子力安全課
- 1981年5月 計画局計画課国際科学技術博覧会推進室
- 1981年7月 計画局計画課国際科学技術博覧会推進室計画課生活科学技術係長
- 1985年
  - 5月 原子力局核燃料課放射性廃棄物係長
  - 10月 原子力局核燃料課長補佐·原子力留学·米 メリーランド大（1988年3月～1989年3月）
- 1988年4月 原子力局政策課課長補佐
- 1989年4月 長官官房総務課課長補佐
- 1990年9月 原子力局政策課課長補佐
- 1991年5月 原子力局政策課原子力利用推進官
- 1993年1月 長官官房会計課予算企画調査官
- 1994年9月 宇宙開発事業団調査国際部調査役
- 1995年1月 宇宙開発事業団ロサンゼルス駐在員事務所長
- 1997年7月 原子力局核燃料課長
- 1999年7月 科学技術振興局科学技術情報課長
- 2001年1月 文部科学省科学技術・学術政策局基盤政策課長
- 2004年
  - 1月 研究開発局開発企画課長
  - 理化学研究所横浜研究所研究推進部長
  - 7月 文部科学省大臣官房総務課長
- 2006年7月 文化庁文化財部長
- 2007年7月 大臣官房審議官（高等教育局担当）
- 2008年7月 大臣官房政策評価審議官
- 2009年7月 大臣官房総括審議官
- 2010年7月 大臣官房長
- 2012年1月 科学技術・学術政策局長
- 2014年1月 文部科学審議官
- 2015年（平成27年）7月28日 文部科学事務次官
- 2016年 退官